# Motejkany
Motejkany (lit. Mateikonys) − wieś na Litwie, w gminie rejonowej Soleczniki, 2 km na północ od Ejszyszek, zamieszkana przez 177 ludzi. Przed II wojną światową w Polsce, w powiecie lidzkim województwa nowogródzkiego.